# Helsinki Halli
De Helsinki Halli (tot 2022 Hartwall Arena) is een stadion in Helsinki, op een steenworp afstand van het stadscentrum.
Hier werden tot 2022 voornamelijk congressen, popconcerten en sportwedstrijden als schaatskampioenschappen en ijshockeytoernooien gehouden. De Helsinki Halli ontleent haar bekendheid voornamelijk aan zijn grote ijsbaan. 
Dankzij de overwinning van de Finse Band Lordi stond de Helsinki Halli in mei 2007 in het teken van het Eurovisiesongfestival 2007. In 2012 en in 2013 werd hier samen met de Ericsson Globe in Stockholm het Wereldkampioenschap ijshockey georganiseerd.
De Helsinki Halli was tot 2022 de thuisbasis van ijshockeyclub Jokerit.Omdat de arena sinds 2013 eigendom was van Russische ondernemers, wordt het stadion sinds maart 2022 niet meer gebruikt vanwege sancties die zijn opgelegd door de Europese Unie. Als gevolg hiervan stopte drankenbedrijf Hartwall met het sponsoren van het stadion en werd de naam veranderd naar Helsinki Halli. De geplande wedstrijden van het ijshockeywereldkampioenschap voor mannen 2022 werden verplaatst naar de Helsingin jäähalli.